# Boussières-sur-Sambre
Boussières-sur-Sambre är en kommun i departementet Nord i regionen Hauts-de-France i norra Frankrike. Kommunen ligger i kantonen Hautmont som tillhör arrondissementet Avesnes-sur-Helpe. År 2022 hade Boussières-sur-Sambre 517 invånare.

## Befolkningsutveckling
Antalet invånare i kommunen Boussières-sur-Sambre
| Referens: INSEE |